# Glandularia incisa
Glandularia incisa är en verbenaväxtart som först beskrevs av William Jackson Hooker, och fick sitt nu gällande namn av Tronc.. Glandularia incisa ingår i släktet Glandularia och familjen verbenaväxter. Inga underarter finns listade i Catalogue of Life.